# Herbert O'Connor
Pour les articles homonymes, voir O'Connor.
Temple de la renommée : 1988
Herbert William O'Connor, dit « Buddy » O'Connor, (né le 21 juin 1916 à Montréal, Québec, Canada - mort le 24 août 1977) est un joueur professionnel de hockey sur glace.

## Carrière de joueur
Après avoir joué en ligue mineure pour les Royaux de Montréal, O'Connor signe avec les Canadiens de Montréal dans la Ligue nationale de hockey en 1941. Il joue cette première saison aux côtés des ailiers Gerry Heffernan et Pete Morin avec lesquels il forme la ligne « Razzie Dazzle », surnom donné en raison de la vitesse des trois joueurs. En 1944 et en 1946, il remporte avec les Canadiens la coupe Stanley. En 1947, il est échangé aux Rangers de New York où il poursuit sa carrière jusqu'en 1951. Il est récompensé par la LNH en 1948 en remportant le Trophée Lady Byng et le Trophée Hart.
Mort en 1977, il est intronisé à titre posthume au Temple de la renommée du hockey en 1988

## Statistiques
| Saison    | Équipe                | Ligue  |                            | Saison régulière           | Saison régulière           | Saison régulière           | Saison régulière           | Saison régulière           |                            | Séries éliminatoires       | Séries éliminatoires       | Séries éliminatoires       | Séries éliminatoires | Séries éliminatoires |
| Saison    | Équipe                | Ligue  | PJ                         | B                          | A                          | Pts                        | Pun                        | PJ                         | B                          | A                          | Pts                        | Pun                        |                      |                      |
| 1936-1937 | Royaux de Montréal    | LHSQ   |                            |                            |                            |                            |                            |                            |                            |                            |                            |                            |                      |                      |
| 1939-1940 | Royaux de Montréal    | LHSQ   | Statistiques indisponibles | Statistiques indisponibles | Statistiques indisponibles | Statistiques indisponibles | Statistiques indisponibles | Statistiques indisponibles | Statistiques indisponibles | Statistiques indisponibles | Statistiques indisponibles | Statistiques indisponibles |                      |                      |
| 1941-1942 | Canadiens de Montréal | LNH    | 36                         | 9                          | 16                         | 25                         | 4                          | 3                          | 0                          | 1                          | 1                          | 0                          |                      |                      |
| 1942-1943 | Canadiens de Montréal | LNH    | 50                         | 15                         | 43                         | 58                         | 2                          | 5                          | 4                          | 5                          | 9                          | 0                          |                      |                      |
| 1943-1944 | Canadiens de Montréal | LNH    | 44                         | 12                         | 42                         | 54                         | 6                          | 8                          | 1                          | 2                          | 3                          | 2                          |                      |                      |
| 1944-1945 | Canadiens de Montréal | LNH    | 50                         | 21                         | 23                         | 44                         | 2                          | 2                          | 0                          | 0                          | 0                          | 0                          |                      |                      |
| 1945-1946 | Canadiens de Montréal | LNH    | 45                         | 11                         | 11                         | 22                         | 2                          | 9                          | 2                          | 3                          | 5                          | 0                          |                      |                      |
| 1946-1947 | Canadiens de Montréal | LNH    | 46                         | 10                         | 20                         | 30                         | 6                          | 8                          | 3                          | 4                          | 7                          | 0                          |                      |                      |
| 1947-1948 | Rangers de New York   | LNH    | 60                         | 24                         | 36                         | 60                         | 8                          | 6                          | 1                          | 4                          | 5                          | 0                          |                      |                      |
| 1948-1949 | Rangers de New York   | LNH    | 46                         | 11                         | 24                         | 35                         | 0                          | --                         | --                         | --                         | --                         | --                         |                      |                      |
| 1949-1950 | Rangers de New York   | LNH    | 66                         | 11                         | 22                         | 33                         | 4                          | 12                         | 4                          | 2                          | 6                          | 4                          |                      |                      |
| 1950-1951 | Rangers de New York   | LNH    | 66                         | 16                         | 20                         | 36                         | 0                          | --                         | --                         | --                         | --                         | --                         |                      |                      |
| 1951-1952 | Mohawks de Cincinnati | LAH    | 65                         | 11                         | 43                         | 54                         | 4                          | 4                          | 2                          | 3                          | 5                          | 2                          |                      |                      |
| 1952-1953 | Mohawks de Cincinnati | LIH    | 1                          | 0                          | 0                          | 0                          | 0                          |                            |                            |                            |                            |                            |                      |                      |
| Totaux    | Totaux                | Totaux | 509                        | 140                        | 257                        | 397                        | 34                         | 53                         | 15                         | 21                         | 36                         | 6                          |                      |                      |